# Intility Arena
L'Intility Arena, nota anche come Vålerenga kultur- og idrettspark, è un impianto calcistico di Oslo. Ospita le partite casalinghe del Vålerenga (e per l'omonima sezione femminile).

## Storia
Nell'autunno 2005, Odd Skarheim si è incaricato di lavorare al progetto di un nuovo stadio per il Vålerenga. Lo stesso Skarheim è stato poi eletto presidente della società, incarico che ha ricoperto dal 2006 al 2012, continuando ad occuparsi dello sviluppo dell'impianto.
Nella primavera 2006, l'area di Valle Hovin è stata individuata come la più adatta ad ospitare lo stadio. Il terreno comunale su cui sarebbe stata edificata la struttura sono stati ceduti alla simbolica cifra di una corona, a patto che nella realizzazione dello stadio sarebbero stati garantiti anche spazi per il pattinaggio su ghiaccio, aree commerciali ed opere pubbliche.
Nel 2008, Stor-Oslo Eiendom AS è stato scelto come project manager. Il 24 settembre 2014, il Comune di Oslo ha approvato la cessione dei terreni per una corona, mentre il 25 marzo 2015 la Danske Bank ha concesso i prestiti necessari per costruire l'impianto. Sbrigate le ultime formalità burocratiche in data 29 luglio 2015, dal 1º agosto sono iniziati i lavori.
Il 1º settembre 2017, il Vålerenga ha ricevuto la licenza per l'utilizzo dello stadio. Il 9 settembre si è pertanto disputata la prima partita ufficiale di campionato al Vålerenga kultur- og idrettspark, valida per la 17ª giornata della Toppserien: la sezione femminile del Vålerenga ha infatti vinto per 2-0 sul Kolbotn, davanti a 3.541 spettatori.
Il 10 settembre 2017 si è disputata invece la partita che avrebbe visto affrontarsi Vålerenga e Sarpsborg 08, gara valida per 21ª giornata dell'Eliteserien: davanti a 17.011 spettatori, la squadra di casa ha perso col punteggio di 1-2.
Il 9 ottobre successivo, il Vålerenga ha reso noto che l'impianto avrebbe adottato il nome Intility Arena in virtù del contratto di sponsorizzazione con l'azienda omonima, che sarebbe valso per i successivi dieci anni.